# Dziga Vertov

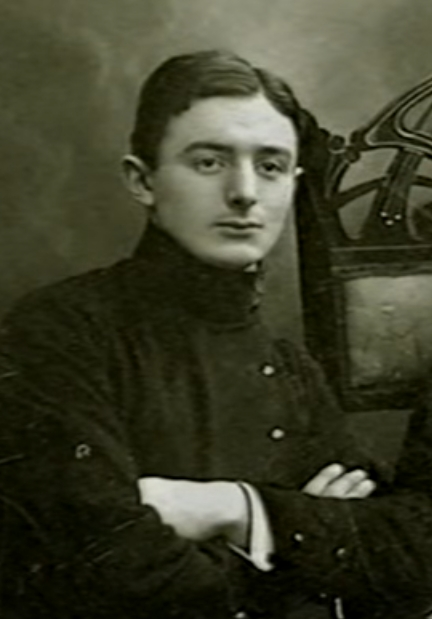
Dziga Vertov 1913

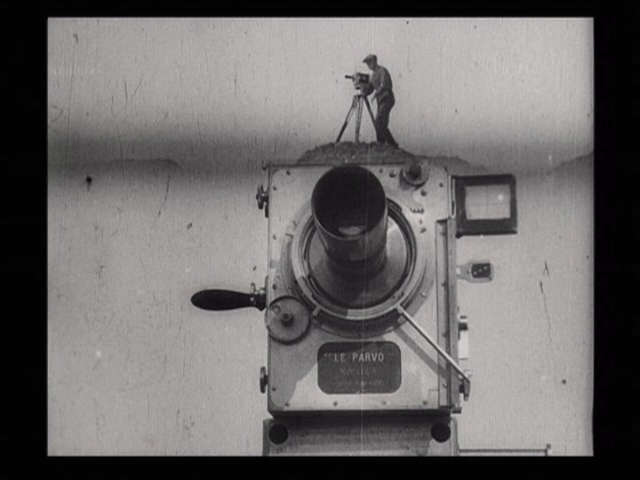
Scène uit "De man met de camera"

Dziga Vertov (Russisch: Дзига Вертов), pseudoniem van David Abelevitsj Kaufman (Russisch: Давид Абелевич Кауфман) (Białystok, 2 januari 1896 – Moskou, 2 januari 1954) was een Russisch filmmaker en regisseur. Hij geldt als een van de belangrijkste pioniers van de documentairefilm.

## Leven en werk
Vertov werd geboren in een intellectueel Joods milieu en bezocht de kunsthogeschool in Białystok, later in Sint-Petersburg en Moskou. Na de Oktoberrevolutie (1917) ging hij werken voor het bioscoopjournaal (Film-Pravda), waarvoor hij al snel ook langere documentaire films ging maken. Daarbij werkte hij steeds samen met zijn broers Boris en Michail, die jarenlang zijn vaste cameramannen zouden blijven, en zijn vrouw Jelisaveta Svilova, die de montage deed.
Vertov experimenteerde veel met filmmontage, waarbij hij kunstzinnige, esthetische en stilistische waarden voorop stelde. Zijn bekendste film is De man met de camera, waarin hij de urbanisatie en industrialisering in de Sovjet-Unie verheerlijkt, met veel aandacht voor details en close-ups die hij systematisch in volgorde zette. Het proces van de filmcreatie zelf diende daarbij als leidraad. In de jaren dertig voegde Vertov zich gedwongen ook in het van staatswege verordonneerde socialistisch realisme en 'misbruikte' hij zijn filmisch talent mede ter verheerlijking van Jozef Stalin, onder andere in zijn Drie liederen over Lenin (1934).
Vertov schreef ook diverse boeken over de filmkunst. Hij overleed in 1954, enigszins vergeten, maar zijn werk werd in de jaren zestig herontdekt door Jean-Luc Godard, die zelfs een “Dziga Vertov-groep” oprichtte. Ook Godfrey Reggio’s Koyaanisqatsi (1982) is deels door Vertov geïnspireerd.
Dziga Vertov experimenteerde veel met filmmontage. Zijn bekendste film is 'the man with the movie camera'.

## Filmografie (selectie)
- Kinoglaz (Film-oog, 1924)
- Sjestaja tsjast mira (Een zesde der aarde, 1926)
- Odinnadsaty (Het elfde jaar, 1928)
- Tsjelovek s kinoapparatom (De man met de camera, 1929)
- Simfonija Dombassa (De Donbass-symfonie 1930)
- Tri pesni o Lenine (Drie liederen over Lenin, 1934)
- Kolybelnaja (Wiegelied, 1937)
- Tri geroini (Drie heldinnen, 1938)